# 托蕾·凯莉
维多利亚·洛伦·“托蕾”·凯莉（英語：Victoria Loren "Tori" Kelly，1992年12月14日—）是一位美国歌手、词曲作家、唱片制作人及演员，14岁的她在开始将视频上传至YouTube后慢慢受到了关注。16岁时，凯莉参加了歌唱竞赛电视节目《美国偶像》。在被节目淘汰后，凯莉开始致力于她的个人音乐。2012年，她独立释出了由她本人制作、词曲创作和混音的首张迷你专辑《Handmade Songs By Tori Kelly》。接下来的一年间，在观看了凯莉在YouTube上的视频后，斯科特·布劳恩成为了她的经纪人，并介绍她到国会音乐集团。在斯科特的帮助之下她于九月得到了签约。凯莉的第二张迷你专辑《Foreword》于2013年10月作为她的首张主流厂牌唱片被发行。2015年6月23日，凯莉的首张专辑《坚不可摧的笑容》被发布。首支单曲《无人取代的爱》于2015年春季被释出，这也是她首次出现在公告牌百强单曲榜上。凯莉被第58届格莱美奖提名最佳新人。她在2016年音乐电影《欢乐好声音》中为一只名为Meena的性格腼腆的小象配音。

## 生活及事业生涯
凯莉出生于加利福利亚州的Wildomar。她的父亲是牙买加和波多黎各的混血，而她的母亲则具有爱尔兰和德国的血统。成长阶段的她受到了她父母亲的各种音乐熏陶。“我对他们加以标记仅为了能够演奏各种不同的类别，没有类别是处于限制中的，”她在谈及到她的家庭教育时如是说。凯莉出现在电视节目《Star Search》中，但在青少年组的她未取得胜利。
2004年她参加了《America's Most Talented Kids》节目，演唱了克里斯蒂娜·阿奎莱拉的《Keep on Singin' My Song》并赢得了胜利，击败了音乐人亨特·海耶斯。她又一次出现在《Tournament of Champions》节目中，但惜败给摇滚艺人Antonio Pontarelli。12岁时，凯莉接收到了一份来自格芬唱片的合约，她接受了这份合约，然而因双方的矛盾观点影响到了她的唱片发行。2007年，14岁的凯莉开始上传视频至YouTube。她首部上传的视频是对John Wesley Work, Jr.歌曲《Go Tell It On The Mountain》的翻唱，她最早在2004年12月表演过这首歌曲。凯莉因她的清唱式翻唱逐渐得到认识，并与一名名为Angie Girl的YouTube用户翻唱了弗兰克·奥申的《Thinkin Bout You》。